# Gorgoniapolynoe corralophila
Gorgoniapolynoe corralophila är en ringmaskart som först beskrevs av Francis Day 1960.  Gorgoniapolynoe corralophila ingår i släktet Gorgoniapolynoe och familjen Polynoidae. Inga underarter finns listade i Catalogue of Life.